# Phobocampe meridionator
Phobocampe meridionator är en stekelart som beskrevs av Aubert 1964. Phobocampe meridionator ingår i släktet Phobocampe och familjen brokparasitsteklar. Inga underarter finns listade i Catalogue of Life.